# Dohlen
Die Dohlen sind eine Untergattung der Raben und Krähen (Corvus). Sie umfassen zwei Arten, die Dohle (Corvus monedula) und die Elsterdohle (Corvus dauuricus), die im Westen beziehungsweise im Osten der Paläarktis verbreitet sind. Dohlen sind kleiner als der Rest der Gattung Corvus, besitzen einen kurzen Schnabel und sind sehr sozial veranlagt. Anders als die größeren Raben und Krähen ernähren sie sich hauptsächlich von Insekten und Samen und sind vorwiegend Höhlenbrüter.
Die Dohlen wurden im Jahr 1829 als eigene Gattung von Johann Jakob Kaup erstbeschrieben. Sie sind wahrscheinlich sehr basale Vertreter der Gattung Corvus und die Schwestergruppe der restlichen Gattung. Die beiden Arten trennten sich vermutlich im Pleistozän vor rund drei Millionen Jahren, sind aber nahe genug miteinander verwandt, um noch zu hybridisieren. Von einigen Autoren wurden sie in der Vergangenheit von den Raben und Krähen abgetrennt und als eigene Gattung behandelt, was jedoch von den meisten DNA-Untersuchungen nicht unterstützt wird.

## Merkmale
Dohlen sind mittelgroße Rabenvögel und die kleinsten Vertreter der Raben und Krähen. Sie haben eine Körperlänge von 34 bis 39 cm, wobei die Dohle etwas größer als die Elsterdohle wird. Ihr Schnabel ist 26–36 mm lang und damit deutlich kürzer als bei allen anderen Krähenarten. Der Flügel hat bei beiden Arten eine Länge von 215 bis 250 mm, das Gewicht liegt bei 110–275 g. Beide Arten verfügen über einen ähnlichen Körperbau und unterscheiden sich nur in der Struktur der Handschwingen: Die erste und zweite Handschwinge sind proportional bei der Elsterdohle kürzer, was aber nicht für alle Individuen gilt. Männchen werden bei beiden Arten geringfügig größer und schwerer als Weibchen. 
Beide Arten zeigen ein ähnliches Grundmuster in der Gefiederzeichnung: Scheitel, Augenregion, Kinn und Wangen sind schwarz, ebenso wie Flügel und Schwanz. Der Hinterkopf ist schwarz meliert grau. Bei der Elsterdohle sind zusätzlich der Unterleib, der Rücken und die Brust schwarz, während der Rest des Gefieders weiß ist. Bei der Dohle hingegen ist das restliche Gefieder dunkelgrau bis schwarzgrau, manchmal zeigt sich ein weißer Kragen im Nacken. Beine und Schnabel sind bei beiden Arten schiefergrau. Ein deutlicher Unterschied zeigt sich in der Irisfarbe: Bei adulten Dohlen ist sie hellblau, bei Elsterdohlen stets dunkelbraun. Juvenile Elsterdohlen ähneln in ihrem Kleid stark Dohlen, ihnen fehlt aber die helle Iris. 

## Verbreitung und Wanderungen
Beide Arten bewohnen die gemäßigten Teile der Paläarktis. Während die Elsterdohle östlich des Altaigebirges, des Himalayas und des Baikalsees bis nach Japan vorkommt, erstreckt sich das Artareal der Dohle von dort aus nach Westen bis in das marokkanische Atlasgebirge und auf die Britischen Inseln. Beide Arten sind Teilzieher, vor allem im Norden des Verbreitungsgebiets ziehen sie im Winter nach Süden. Aber auch innerhalb der ganzjährigen Artareale kann es zu Zugbewegungen kommen. 

## Lebensraum
Dohlen bewohnen bevorzugt offene Landschaften mit vereinzeltem Baumbestand. Vollständig baumlose Steppen und dichte Wälder werden von beiden Arten gemieden. Dohlen sind häufig in der Nähe von Viehweiden zu finden, wo niedrige Vegetation und ein reiches Angebot an Parasiten im Fell der Säugetiere herrscht. Die Dohle nutzt häufig auch Städte mit altem Gebäudebestand als Bruthabitat, während die Elsterdohle nur in die Vorstadtbereiche vordringt. Letztere ist stärker an Bäume als Nistplatz gebunden, weshalb Klippen, Höhlen und alte Gebäude nur für die Dohle eine Rolle in der Habitatwahl spielen. Die Brutgebiete reichen in Gebirgen bis auf jeweils 2000 m. 

## Lebensweise

### Ernährung
Wie alle Raben und Krähen sind auch die Dohlen Allesfresser. Der Schwerpunkt ihres Nahrungsspektrums liegt jedoch anders als bei den größeren Arten auf Insekten und pflanzlichem Material.
Sie ernähren sich im Frühjahr und Sommer überwiegend von Insekten, während im Herbst und Winter Pflanzensamen und Früchte dominieren.

### Fortpflanzung
Als einzige Rabenvögel sind Dohlen echte Höhlenbrüter. Während die eurasische Dohle ein obligatorischer Höhlenbrüter ist, brütet die Elsterdohle zwar überwiegend in Baumhöhlen, weicht aber gelegentlich auch auf Baumnester aus.

## Systematik
Die Dohlen sind eine monophyletische Gruppe, deren Schwesterklade die Untergattung Corvus ist. Sie spalteten sich wahrscheinlich in der Paläarktis vom Vorfahren dieser Untergattung ab. Beide Arten teilten sich vor rund drei Millionen Jahren im Pleistozän, als die Gletscher des aufsteigenden Himalayas ihre Vorfahren voneinander trennten.